# 在日菲律賓人
在日菲律賓人（日语：在日フィリピン人），指的是居住於日本的菲律賓人，是日本第四大外國人群體，截至2022年12月為止人口有298,740人。
根據日本法務省紀錄，1998年時在日菲律賓人的人口有245,518，但因在2000年日本開始打擊人口販運而回落至144,871人。日本人與菲律賓人通婚是在日本的所有國際婚姻中最常見。截至2011年3月12日的統計，在日菲律賓人口為305,972人。
根據菲律賓中央銀行公佈的數字，海外菲律賓工人在1990年-1999年之間從日本匯回超過1億美元的收入。據一菲律賓傳媒所稱，來自日本的匯款是支撐起菲律賓經濟的重要的一環。雖然大多數的菲律賓人在日本是短期的居民，他們因國內疲弱經濟到日本謀生，而一些在日菲律賓人則是留學生，和日本人非婚生沒居留權或國籍的混血兒。
據了解，這些在職的菲律賓人大多從事教育、工程、酒店、護老及信息技术等工作。

## 有名人物
- 秋元才加：日菲混血出身的藝人，前AKB48成員
- 高安晃：日菲混血出身的相撲力士，橫綱稀勢之里寬的師弟
- 御嶽海久司：日菲混血出身的相撲力士(大關)
- 貴源治賢士、貴之富士三造兄弟:日菲混血出身的相撲力士
- 舛之山大晴:日菲混血出身的相撲力士
- 石井馬克：日菲混血出身的聲優
- 鷲見友美Jiena：日菲混血出身的聲優、歌手
- 荒篤山太郎:日菲混血力士
- 七森莉莉：日菲混血的AV女優、時裝模特兒
- 麻生希:日菲混血的AV女優